# I Just Wanna Dance (canción)
«I Just Wanna Dance» es una sencillo grabado por la cantante estadounidense Tiffany, el cual fue lanzado como sencillo principal de su miniálbum debut el 11 de mayo de 2016.

## Antecedentes y lanzamiento
El 10 de diciembre de 2015, se anunció que Tiffany debutaría como solista próximamente. Durante la producción del disco, Tiffany explicó: «La mayoría de las chicas de mi edad pueden estar estresadas o tener ganas de ir a algún lado, quieren bailar toda la noche. Creo que esta debería ser la canción principal para todos».

## Vídeo musical
El 11 de mayo de 2016, Tiffany publicó el videoclip de «I Just Wanna Dance» a través del canal de SM Town en YouTube. El vídeo se filmó en Los Ángeles, donde se muestra a Tiffany realizando la coreografía o con una vestimenta casual de verano.

## Recepción

### Crítica
Jeff Benjamin, que escribió para Fuse, señaló los «inesperados entornos sonoros y vocales» de la canción y comparó sus estilos musicales con los de Carly Rae Jepsen, Ariana Grande y Mariah Carey. Joey Nolfi de Entertainment Weekly incluyó a «I Just Wanna Dance» como una de las seis canciones que sus lectores deberían escuchar durante mayo de 2016. Seoulbeats declara que la canción retrocede a los años 80, inspirándose en los inicios de Madonna. La canción fue nominada como «Mejor coreografía de un solista» y «Canción del año» en los Mnet Asian Music Awards.

### Comercial
Luego del lanzamiento, la canción debutó en el octavo puesto de Twitter Top Tracks de Billboard, y en el puesto 49° de Spotify Viral 50. La canción ha vendido 183 799 descargas en Corea del Sur.

## Posicionamiento en listas
| Lista (2016)                           | Mejor posición |
| -------------------------------------- | -------------- |
| Corea del Sur (Gaon Digital Chart)     | 10             |
| Estados Unidos (Billboard World Songs) | 5              |